# Dekanat brwinowski
Dekanat brwinowski – jeden z 25 dekanatów rzymskokatolickich archidiecezji warszawskiej wchodzącej w skład metropolii warszawskiej.

## Parafie
W skład dekanatu wchodzi 6 parafii w pięciu miejscowościach:
- św. Floriana w Brwinowie
- NMP Matki Kościoła w Otrębusach
- św. Krzysztofa w Podkowie Leśnej
- Przemienienia Pańskiego w Żukowie
- św. Jadwigi Śląskiej w Milanówku
- Matki Bożej Bolesnej w Milanówku